# Mord mit Aussicht/Episodenliste
Diese Episodenliste enthält alle Episoden der deutschen Krimiserie Mord mit Aussicht, sortiert nach der deutschen Erstausstrahlung. Die Fernsehserie umfasst derzeit fünf Staffeln mit 58 Episoden. Am 28. Dezember 2015 zeigte Das Erste eine Spielfilmauskopplung.

## Überblick
| Staffel     | Episodenanzahl | Erstausstrahlung in Das Erste | Erstausstrahlung in Das Erste |
| Staffel     | Episodenanzahl | Staffelpremiere               | Staffelfinale                 |
| ----------- | -------------- | ----------------------------- | ----------------------------- |
| 1           | 13             | 7. Januar 2008                | 24. August 2010               |
| 2           | 13             | 28. August 2012               | 4. Dezember 2012              |
| 3           | 13             | 9. September 2014             | 16. Dezember 2014             |
| Fernsehfilm | 01             | 28. Dezember 2015             | 28. Dezember 2015             |
| 4           | 06             | 8. März 2022                  | 12. April 2022                |
| 5           | 13             | 16. April 2024                | 15. Oktober 2024              |

## Staffel 1
| Nr. (ges.) | Nr. (St.) | Originaltitel          | Erstausstrahlung | Regie                      | Drehbuch      | Zuschauer | Episodendarsteller |
| ---------- | --------- | ---------------------- | ---------------- | -------------------------- | ------------- | --------- | --- |
| 1          | 1         | Ausgerechnet Eifel     | 7. Januar 2008   | Arne Feldhusen             | Marie Reiners | 3,89 Mio. | Astrid Meyerfeldt, Felix Vörtler, Daniel Flieger, Thomas Neumann                                                          |
| 2          | 2         | Vatertag               | 14. Jan. 2008    | Arne Feldhusen             | Marie Reiners | 4,02 Mio. | Barbara Nüsse, Karina Fallenstein, Hans Brückner, Petra Welteroth                                                         |
| 3          | 3         | Fingerübungen          | 21. Jan. 2008    | Arne Feldhusen             | Marie Reiners | 2,90 Mio. | Sophie Rois, Johannes Silberschneider, Jörg Ratjen, Fritz Roth, Carlos Lobo, Christoph Maria Herbst                       |
| 4          | 4         | Marienfeuer            | 28. Jan. 2008    | Christoph Schnee           | Marie Reiners | 2,33 Mio. | Renate Becker, Peter Benedict, Heike Warmuth, Enno Hesse, Corinna Breite, Verena Plangger, Otto Mellies, Roland Jankowsky |
| 5          | 5         | Waldeslust             | 11. Feb. 2008    | Christoph Schnee           | Marie Reiners | 3,07 Mio. | Jockel Tschiersch, Ivan Shvedoff, Annika Blendl, Jochen Stern                                                             |
| 6          | 6         | Tödliche Nachbarschaft | 18. Feb. 2008    | Christoph Schnee           | Marie Reiners | 3,56 Mio. | Hansjoachim Krietsch, Ilse Strambowski, Stefan Rudolf, Godehard Giese, Tanya Neufeldt                                     |
| 7          | 7         | Blutende Herzen        | 6. Juli 2010     | Torsten Wacker             | Marie Reiners | 3,51 Mio. | Annette Paulmann, Margit Bendokat, Felix Goeser, Katrin Pollitt, Henning Schimke                                          |
| 8          | 8         | Sonne, Mord und Sterne | 13. Juli 2010    | Torsten Wacker             | Marie Reiners | 4,60 Mio. | Peter Kurth, Rosa Enskat, Markus Graf, Michael Weber                                                                      |
| 9          | 9         | Spätlese               | 20. Juli 2010    | Torsten Wacker, Joseph Orr | Marie Reiners | 4,76 Mio. | Wolfgang Pregler, Julischka Eichel, Rolf Dennemann, Pierre Shrady                                                         |
| 10         | 10        | Walzing Mathilde       | 3. Aug. 2010     | Torsten Wacker, Joseph Orr | Sylke Lorenz  | 5,47 Mio. | Alwara Höfels, Andreja Schneider, Kerstin Thielemann, Henning Peker                                                       |
| 11         | 11        | Tödlicher Lehrstoff    | 10. Aug. 2010    | Torsten Wacker, Joseph Orr | Marie Reiners | 5,18 Mio. | Christoph Grunert, Nadja Engel, Olaf Burmeister, Marie Anne Fliegel, Annelore Sarbach                                     |
| 12         | 12        | Mikado                 | 17. Aug. 2010    | Torsten Wacker, Joseph Orr | Marie Reiners | 6,21 Mio. | Rolf Zacher, Michael Tregor, Sabine Vitua, Andrea Cleven, Oliver Fleischer                                                |
| 13         | 13        | Nach 6 im Zoo          | 24. Aug. 2010    | Torsten Wacker, Joseph Orr | Marie Reiners | 5,94 Mio. | Katrin Bühring, Wolfram Koch, Jochen Kolenda, Thomas Neumann, Aline Staskowiak, Jürgen Rißmann                            |

## Staffel 2
| Nr. (ges.) | Nr. (St.) | Originaltitel                   | Erstausstrahlung | Regie            | Drehbuch                         | Zuschauer | Episodendarsteller                                                                       |
| ---------- | --------- | ------------------------------- | ---------------- | ---------------- | -------------------------------- | --------- | ---------------------------------------------------------------------------------------- |
| 14         | 1         | Die Venus von Hengasch          | 28. August 2012  | Christoph Schnee | Benjamin Hessler                 | 5,63 Mio. | Peter Schwab, Monika Lennartz, Adrian Topol, Sybille J. Schedwill                        |
| 15         | 2         | Terror in Hengasch              | 4. Sep. 2012     | Christoph Schnee | Michael Tack                     | 5,54 Mio. | Max Volkert Martens, Kathi Angerer, Robert Dölle, Anja Boche, Kailas Mahadevan           |
| 16         | 3         | Und ewig singt das Blaukehlchen | 18. Sep. 2012    | Torsten Wacker   | Lars Albaum                      | 5,13 Mio. | Sandra Borgmann, Jan Georg Schütte, Stefan Graf                                          |
| 17         | 4         | Henghasch                       | 25. Sep. 2012    | Christoph Schnee | Benjamin Hessler, Florian Oeller | 5,66 Mio. | Dorothea Walda, Michael Wittenborn, Christoph Letkowski, Sebastian Weber                 |
| 18         | 5         | Scharfe Bräute, ganze Kerle     | 2. Okt. 2012     | Christoph Schnee | Christoph Benkelmann             | 5,80 Mio. | Klaus Lehmann, Susanne-Marie Wrage, Veit Stübner, Thomas Loibl, Markus Römer             |
| 19         | 6         | Saftladen                       | 9. Okt. 2012     | Christoph Schnee | Anna Dokoupilova                 | 5,79 Mio. | Jochen Stern, Beata Lehmann, Lisa Wagner, Gerdy Zint, Anton Pleva                        |
| 20         | 7         | Waldhaus Amore                  | 23. Okt. 2012    | Lars Jessen      | Lars Albaum, Dietmar Jacobs      | 5,85 Mio. | Bernhard Marsch, Helmut Zhuber, Wolfgang Michael, Friederike Linke                       |
| 21         | 8         | Die Saat des Bösen              | 30. Okt. 2012    | Lars Jessen      | Anna Dokoupilova                 | 6,74 Mio. | Hans-Jochen Wagner, Tanja Schleiff, Jens Münchow, Anna Blomeier, Marc Zwinz, Jens Rachut |
| 22         | 9         | Tod am 18. Loch                 | 6. Nov. 2012     | Torsten Wacker   | Andy Cremer                      | 6,53 Mio. | Robert Schupp, Paul Faßnacht, Johanna Gastdorf, Thomas Dannemann, Isis Krüger            |
| 23         | 10        | Das nennt man Camping …         | 13. Nov. 2012    | Christoph Schnee | Dietmar Jacobs, Lars Albaum      | 6,28 Mio. | Rainer Piwek, Catalina Navarro Kirner, Jan Peter Heyne, Manfred Böll, Philipp Hauß       |
| 24         | 11        | Ein krummer Hund                | 20. Nov. 2012    | Torsten Wacker   | Christoph Benkelmann             | 6,15 Mio. | Georg Veitl, Philipp Hauß, Mirko Thiele, Felix Vörtler                                   |
| 25         | 12        | Der Antrag                      | 27. Nov. 2012    | Lars Jessen      | Benjamin Hessler                 | 6,44 Mio. | Werner Wölbern, Bernhard Schütz, Victoria Trauttmansdorff                                |
| 26         | 13        | Der Schandbaum                  | 4. Dez. 2012     | Christoph Schnee | Benjamin Hessler, Michael Tack   | 6,55 Mio. | Kathrin Wehlisch, Olga von Luckwald, Lisa Bäcker, Pit Bukowski                           |

## Staffel 3
| Nr. (ges.) | Nr. (St.) | Originaltitel                | Erstausstrahlung  | Regie             | Drehbuch                                          | Zuschauer | Episodendarsteller                                                                                        |
| ---------- | --------- | ---------------------------- | ----------------- | ----------------- | ------------------------------------------------- | --------- | --- |
| 27         | 1         | Sophies Welt                 | 9. September 2014 | Christoph Schnee  | Benjamin Hessler                                  | 6,97 Mio. | Kathrin Wehlisch, Wilhelm Eilers, Lutz Blochberger, Andrea Sihler, Guido Renner                           |
| 28         | 2         | Der Carport                  | 16. Sep. 2014     | Christoph Schnee  | Christoph Benkelmann                              | 5,91 Mio. | Pit Bukowski, Hendrik Arnst, Angelika Böttiger, Bettina Engelhardt                                        |
| 29         | 3         | Gulasch für den Geiselnehmer | 23. Sep. 2014     | Christoph Schnee  | Lars Albaum                                       | 6,47 Mio. | Aljoscha Stadelmann, Max Hopp, Daniela Lebang, Matthias van den Berg, Felix Piepenbring                   |
| 30         | 4         | Der letzte Vorhang           | 30. Sep. 2014     | Christoph Schnee  | Dietmar Jacobs                                    | 5,91 Mio. | Hermann Beyer, Andreas Schröders, Jörg Pose                                                               |
| 31         | 5         | Klingelingeling              | 7. Okt. 2014      | Christoph Schnee  | Benjamin Hessler                                  | 6,75 Mio. | Peer Martiny, Julia Schmidt, Ronald Kukulies, Renato Schuch                                               |
| 32         | 6         | Moorleiche                   | 14. Okt. 2014     | Kaspar Heidelbach | Sonja Schönemann, Peter Güde                      | 5,54 Mio. | Michael Wittenborn, Frank Trunz                                                                           |
| 33         | 7         | Einer muss singen            | 21. Okt. 2014     | Kaspar Heidelbach | Sonja Schönemann                                  | 6,63 Mio. | Bernd Moss, Jörg Witte, Jens Kipper                                                                       |
| 34         | 8         | Frites speciaal              | 4. Nov. 2014      | Christoph Schnee  | Dietmar Jacobs                                    | 6,70 Mio. | Reinout Bussemaker, Gonny Gaakeer, Wim Serlie                                                             |
| 35         | 9         | Spuk in Hengasch             | 11. Nov. 2014     | Kaspar Heidelbach | Lars Albaum                                       | 6,29 Mio. | Annekathrin Bürger, Falk Rockstroh, Karla Trippel, Roman Kaminski, Mike Maas                              |
| 36         | 10        | Lovehotel Traube             | 25. Nov. 2014     | Kaspar Heidelbach | Christoph Benkelmann                              | 7,22 Mio. | Christine Urspruch, Angelika Bartsch, Jürgen Rißmann, Christian Hockenbrink, Anna Böger, Holger Stockhaus |
| 37         | 11        | Sankt Kennedy                | 2. Dez. 2014      | Lars Jessen       | Christoph Benkelmann                              | 6,47 Mio. | Jürgen Hartmann, Kristin Lenhardt, Katja Heinrich, Holger Stockhaus                                       |
| 38         | 12        | Tod eines Roadies            | 9. Dez. 2014      | Lars Jessen       | Sebastian Schultz, Benjamin Hessler, Studio Braun | 6,40 Mio. | Jacques Palminger, Rocko Schamoni, Heinz Strunk, Alexandra Schalaudek, Jasin Challah                      |
| 39         | 13        | Sophie kommet doch all       | 16. Dez. 2014     | Lars Jessen       | Benjamin Hessler                                  | 6,75 Mio. | Frank Jacobsen, Katharina Kron, Torsten Knippertz                                                         |

## Fernsehfilm
| Nr. | Originaltitel         | Erstausstrahlung | Regie         | Drehbuch         | Zuschauer | Episodendarsteller                                                                                               |
| --- | --------------------- | ---------------- | ------------- | ---------------- | --------- | --- |
| 1   | Ein Mord mit Aussicht | 28. Dez. 2015    | Jan Schomburg | Benjamin Hessler | 5,97 Mio. | Nina Proll, Matthias Matschke, Julia Riedler, Andreas Helgi Schmid, Dave Davis, Malte Sundermann, Jörn Hentschel |

## Staffel 4
| Nr. (ges.) | Nr. (St.) | Originaltitel         | Erstausstrahlung | Regie       | Drehbuch        | Zuschauer | Episodendarsteller |
| ---------- | --------- | --------------------- | ---------------- | ----------- | --------------- | --------- | --- |
| 40         | 1         | Hengasch, Liebernich  | 8. März 2022     | Markus Sehr | Johannes Rotter | 6,89 Mio. | Michael Wittenborn, Werner Gerhards                                                                                              |
| 41         | 2         | Kartoffelking         | 8. März 2022     | Markus Sehr | Johannes Rotter | 6,43 Mio. | Rainer Reiners, Lia Huybrechts, Johanna Wieking, Anna Hilgedieck, Antje Lewald                                                   |
| 42         | 3         | Brenne, Hengasch!     | 15. März 2022    | Markus Sehr | Johannes Rotter | 5,90 Mio. | Roland Riebeling, Marie-France Barde, Werner Gerhards                                                                            |
| 43         | 4         | Hackestüpp            | 22. März 2022    | Markus Sehr | Johannes Rotter | 5,61 Mio. | Thomas Krutmann, Michael Schäfer, Tom Erhart                                                                                     |
| 44         | 5         | Die Letzten ihrer Art | 5. Apr. 2022     | Markus Sehr | Johannes Rotter | 5,52 Mio. | Petra Welteroth, Falk Rockstroh, Manuela Alphons, Wolfgang Rüter, Nicholas Bodeux, Željka Preksavec, Tim D. Morand, Elena Wegner |
| 45         | 6         | Sauberer Abgang       | 12. Apr. 2022    | Markus Sehr | Johannes Rotter | 5,16 Mio. | Caroline Hanke, Luke Piplies, Jing Xiang, Michael Schäfer, Salim Angelo Karas                                                    |

## Staffel 5
Am 17. August 2022 bestätigte der WDR eine weitere Staffel Mord mit Aussicht. Dabei war 2023 der Kürtener Ortsteil Olpe wieder Drehort. Die Ausstrahlung von vorerst 7 der 13 neuen Folgen (Teil 1) begann am 16. April 2024, die restlichen 6 Folgen (Teil 2) wurden seit 3. September 2024 ausgestrahlt.
| Nr. (ges.) | Nr. (St.) | Originaltitel         | Erstausstrahlung | Regie                       | Drehbuch                                                | Zuschauer | Episodendarsteller         |
| ---------- | --------- | --------------------- | ---------------- | --------------------------- | ------------------------------------------------------- | --------- | -------------------------- |
| 46         | 1         | Furcht und Schrecken  | 16. Apr. 2024    | Markus Sehr                 | Johannes Rotter                                         | 5,81 Mio. | –                          |
| 47         | 2         | Maibaum-Massaker      | 23. Apr. 2024    | Markus Sehr                 | Antonia Rothe-Liermann                                  | 4,31 Mio. | Rebekka Wurst              |
| 48         | 3         | Die Bestechlichen     | 30. Apr. 2024    | Markus Sehr                 | Frederik Schofield, Johannes Rotter                     | 3,35 Mio. | Katja Liebing, Markus John |
| 49         | 4         | Der Prozess           | 7. Mai 2024      | Christine Heinlein          | Martin Dolejes, Johannes Rotter                         | 3,61 Mio. | –                          |
| 50         | 5         | Operation heilige Kuh | 14. Mai 2024     | Markus Sehr                 | Martin Ritzenhoff                                       | 3,58 Mio. | –                          |
| 51         | 6         | Hengasch Zwischenfall | 21. Mai 2024     | Markus Sehr                 | Tanja Bubbel, Johannes Rotter                           | 3,66 Mio. | –                          |
| 52         | 7         | Akte Waschbär         | 28. Mai 2024     | Oliver Schmitz, Markus Sehr | Johannes Rotter                                         |           | –                          |
| 53         | 8         | Marie rennt           | 3. Sep. 2024     | Markus Sehr                 | Johannes Rotter                                         | 3,42 Mio. | –                          |
| 54         | 9         | Mörderspiel           | 10. Sep. 2024    | Felix Stienz                | Johannes Rotter                                         |           | –                          |
| 55         | 10        | Renate                | 17. Sep. 2024    | Felix Stienz                | Johannes Rotter                                         |           | –                          |
| 56         | 11        | Minigolf Mafia        | 24. Sep. 2024    | Felix Stienz                | Martin Ritzenhoff, Johannes Rotter, Frederick Schofield |           | –                          |
| 57         | 12        | Women in Black        | 8. Okt. 2024     | Felix Stienz                | Tanja Bubbel, Johannes Rotter                           |           | –                          |
| 58         | 13        | Tag der Abrechnung    | 15. Okt. 2024    | Felix Stienz                | Antonia Rothe-Liermann, Johannes Rotter                 |           | –                          |